# 加彭圓喉盤魚
加彭圓喉盤魚（學名：Apletodon gabonensis）為輻鰭魚綱喉盤魚目喉盤魚科的其中一種，分布於東大西洋加彭海域，棲息深度1至2公尺，本魚體細長，雄魚眶吻長、寬、前側長度較窄，而雌魚前側長度較窄，無上顎鬚，背鰭鰭條5枚，臀鰭鰭條4-5枚，雄魚頭部與身體顏色為淺褐色，吻部與頰文為綠色帶有白色斑點，頭頂有紅色斑點，身體兩側有五條深褐色橫帶帶有白色斑點，體長可達2公分，屬底棲性魚類，棲息在藻類覆蓋的礁石區，生活習性不明。